# Discografia de Lucas Grabeel
Esta é uma lista detalhada das músicas do ator e cantor Lucas Grabeel.

## Álbuns Ao vivo
| Ano  | Detalhes do álbum |
| ---- | --- |
| 2007 | High School Musical: The Concert - Lançamento: 26 de junho de 2007 - Gravadora: Walt Disney Records - Formato(s): CD, Download Digital |

## Compilação
| Ano  | Detalhes do álbum |
| ---- | --- |
| 2007 | DisneyMania 5 - Lançamento: 27 de março de 2007 - Gravadora: Walt Disney Records - Formato(s): CD, Download Digital            |
| 2007 | Disney Channel Holiday - Lançamento: 16 de outubro de 2007 - Gravadora: Walt Disney Records - Formato(s): CD, Download Digital |

## Extended plays
| Ano  | Detalhes do álbum                                                                                            |
| ---- | --- |
| 2011 | Sunshine - Lançamento: 22 de junho de 2011 - Gravadora: Road Dawg Records - Formato(s): CD, Download Digital |

## Singles
- 2006: We're All In This Together
- 2006: What I've Been Looking For
- 2007: Go the Distance
- 2007: What Time Is It?
- 2007: You Got It
- 2007:  Fabulous
- 2007:  I Don't Dance
- 2008:  Now or Never
- 2008:  I Want It All
- 2008:  A Night to Remember
- 2009: High School Musical
- 2009: Outta My Head
- 2011: Sunshine

## Trilhas Sonoras
| Ano  | Detalhes do álbum |
| ---- | --- |
| 2006 | High School Musical - Lançamento: 10 de janeiro de 2006 - Gravadora: Walt Disney Records - Formato(s): CD, Download Digital                 |
| 2006 | The Fox and the Hound 2 - Lançamento: 21 de novembro de 2006 - Gravadora: Walt Disney Records - Formato(s): CD, Download Digital            |
| 2007 | High School Musical 2 - Lançamento: 13 de agosto de 2007 - Gravadora: Walt Disney Records - Formato(s): CD, Download Digital                |
| 2008 | Alice Upside Down - Lançamento: 16 de setembro de 2008 - Gravadora: Dauman Music - Formato(s): CD, Download Digital                         |
| 2008 | High School Musical 3: Senior Year - Lançamento: 21 de novembro de 2008 - Gravadora: Walt Disney Records - Formato(s): CD, Download Digital |
| 2009 | I Kissed a Vampire - Lançamento: 13 de outubro de 2009 - Gravadora: - Formato(s): Download Digital                                          |
| 2011 | Sharpay's Fabulous Adventure - Lançamento: 17 de maio de 2011 - Gravadora: Walt Disney Records - Formato(s): CD, Download Digital           |

## Turnês
- 2006-2007: High School Musical: The Concert